# Francis Gobbi
Pour les articles homonymes, voir Gobbi.
Pas d'image ? Cliquez ici

a Compétitions nationales et continentales officielles uniquement.

Dernière mise à jour le 6 février 2013.
Francis Gobbi, né le 3 juin 1949 à Condom et mort le 5 novembre 2009 dans sa ville natale, est un joueur français de rugby à XV qui évolue au poste de demi de mêlée.

## Biographie
Francis Gobbi fait partie de l'équipe du SA Condom avant de porter les couleurs du CS Bourgoin-Jallieu pendant plus de dix ans.
Il intègre l'équipe première dès 1968, saison qui voit les Berjalliens redescendre en deuxième division.
Il évolue à la charnière avec notamment les ouvreurs Guy Betbeder, l'international Jean-Pierre Pesteil et enfin Guy Tourlonias, et joue également avec des joueurs comme Pierre Glas ou Marc Cécillon.
Ses dernières saisons sont plus difficiles puisqu'il a l'oreille arrachée après un match houleux à Bergerac en 1976.
Le club remonte toutefois en fin de saison en groupe A.
L'année suivante, il permet à son club de se maintenir dans l'élite après une victoire face à Brive 15-6.
Il stoppe alors sa carrière à l’âge de 29 ans et entraîne ensuite les cadets de Bourgoin.
Il remporte deux fois le championnat de France de 2e division.

## Palmarès
Avec le CS Bourgoin-Jallieu
- Championnat de France de 2e division :
  - Champion (2) : 1971[7] et en 1973
- Bouclier de Bourgogne :
  - Vainqueur (1) : 1976